# ダッチ・スムースフント

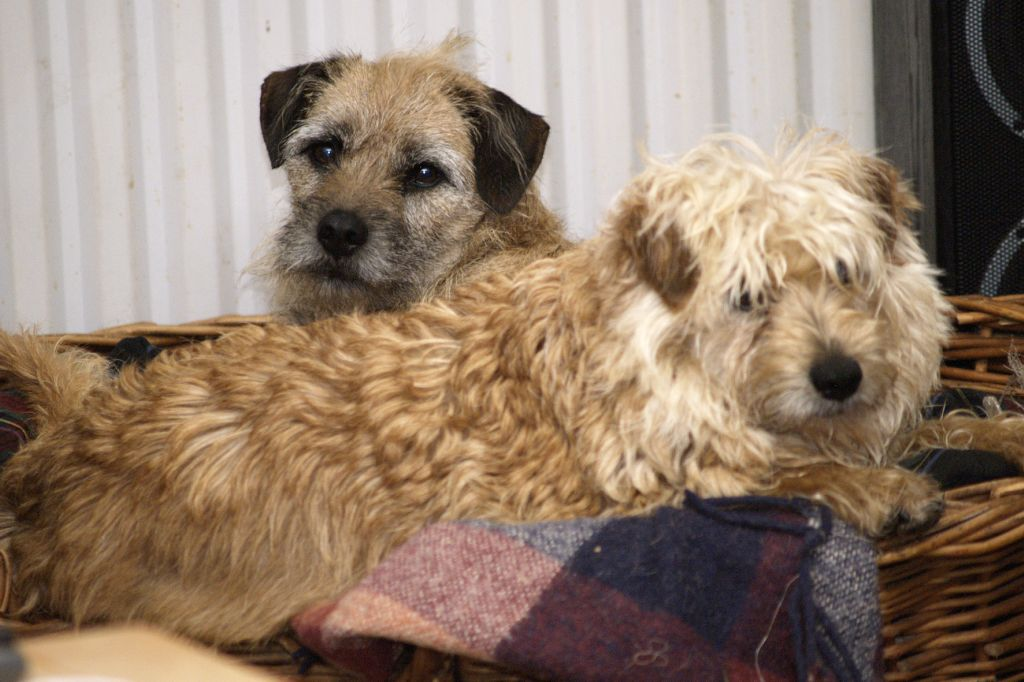
ボーダー・テリアとともに

ダッチ・スムースホント（英：Dutch Smoushond）は、オランダ原産の犬種のひとつである。オランダ語ではホランセ・スムースホント（蘭：Hollandse Smoushond）またはヘーレンスタルホント（蘭：Heerenstalhond）と言う。

## 歴史
19世紀に誕生した犬種である。このころオランダではネズミの感染症の媒介などによる衛生被害や食害が深刻化していて、ネズミを捕ることが出来、且つ賢い犬の作出が望まれていた。それのもとになる犬を探していた人物は隣国まで旅をして捜索を行っていたが、それにより目に留まったのがドイツのワイアーヘアード・ピンシャー（スタンダード・シュナウザーの直系の先祖）から時々生まれる、フォーンの毛色の犬だった。その毛色の犬は当時スタンダード（犬種基準）外であり、生後すぐに処分される対象になっていたが、健康や能力は通常の毛色のものと全く変わりが無かった。これを哀れに思い、その犬を安価で大量に購入し、オランダに持ち帰って地元の犬と掛け合わせることによって待ち望まれていたネズミ狩り犬、スムースフントが誕生した。
主にネズミを狩るのに使われていたが、ペットとしても人気が出た。もとから優しい性格であるため、時に子守りを任せられるということもあった。ネズミ狩り犬としては発見次第ネズミを退治し、オランダの衛生化に大いに貢献した。スムースフントの働きの甲斐があってか、19世紀中期には乳幼児の感染症による死亡数がかなり減ったとも言われている。又、白っぽい毛色であるため汚れが目立ちやすく、ネズミ退治で汚れた体をこまめに主人に洗ってもらうことが出来たため、自身の衛生管理がしてもらいやすいというオマケもついた。
ネズミ狩り犬兼ペット犬として大いに人気を得て、オランダではとても一般的な犬種となって行ったが、第二次世界大戦の戦禍を大きく被ってしまって頭数が激減し、絶滅寸前になってしまった。頭数減少は深刻で、一時期FCIの公認登録が抹消されてしまうという事態にも陥った。FCIの公認登録を抹消されるということは、世界じゅうからその犬種の絶滅を認定されたということを意味する、重篤なことである。
しかし、1970年代になると愛好家のひとりであるバークマン夫人によって再生活動が開始された。数少ない純血犬の捜索や本種の生い立ちに関する資料の収集・研究を綿密に行って交配を行い、およそ10年かけて本種を復刻することに成功した。この復元は他の愛好家にも承認され、姿だけでなく、性格やネズミ狩り能力もしっかりと復元することが出来た点が評価された。
年々人気を回復し、少しずつ頭数も増やしてきてはいるが、まだ世界的には珍しい犬種のひとつである。オランダでもまだまだ数少ないが、愛好家は非常に多い。大半の犬はオランダ国内で飼育されている。
愛好家の努力が実り、現在はFCIに再公認されている。

## 特徴
ぼさぼさの硬いラフコートが目立つ犬種である。顎鬚や口髭、眉毛がふさふさしている。毛色はフォーンで、胸などにホワイトのパッチが入ることもある。筋肉質の引き締まった体つきで脚が長く、マズルは短めである。耳は垂れ耳、尾はふさふさした垂れ尾だが、かつてはネズミに噛まれて感染症にかかる事を防ぐため、耳を短めに断耳して立たせ、尾は半分ほどの長さに断尾されることもあった。体高35〜42cm、体重9〜10kgの中型犬で、性格は人懐こく明るく、外向的である。子供や他の犬とも仲良くすることが出来、とても遊び好きである。小さな子供に関しても寛容である。しつけの飲み込みや状況判断力は普通で、日本の住環境でも十分飼育が出来る犬種である。運動量も普通で、かかりやすい病気は地肌が蒸れて起こる皮膚炎、コートが目に入って起こる眼疾患などがある。